# Leon Grosfeld
Leon Grosfeld (ur. 28 stycznia 1911 w Przemyślu, zm. 23 lutego 1987 w Warszawie) – polski historyk, badacz dziejów Polski XIX i XX wieku, działacz komunistyczny, pułkownik Ludowego Wojska Polskiego.

## Życiorys
Urodził się w rodzinie Józefa i Laury (Loli) Grosfeldów. W 1933 roku ukończył studia na Wydziale Prawa i na Wydziale Nauk Ekonomicznych Uniwersytetu Jana Kazimierza we Lwowie. Podczas studiów kierował pracą akademickiej organizacji „Życie”. Od 1929 roku członek KPP. Od 1930 członek kierownictwa Komunistycznej Partii Zachodniej Ukrainy (KPZU), w okresie 1930–1931 pracował w charakterze instruktora lwowskiego OK KPZU, następnie był członkiem Propagitu KC KPZU we Lwowie, w latach 1932–1936 sekretarzem Centralnej Redakcji KPZU. W 1937 roku aresztowany i skazany na 4 lata więzienia, po wybuchu II wojny światowej – zwolniony. W okresie działalności politycznej posługiwał się pseudonimami: Brun, Brün, Henryk, Ludwik, Genek. Podczas okupacji sowieckiej pracował we Lwowie jako dyrektor „Domu lekarza”, w 1941 roku został ewakuowany do Uzbekistanu, w Samarkandzie pracował początkowo jako robotnik w składzie książek, następnie instruktor metodyczny w fabrykach, później w Centralnej Kasie Oszczędności, jako: inspektor i zastępca dyrektora. Pracował także społecznie w Międzynarodowej Organizacji Pomocy Rewolucjonistom i w związkach zawodowych. W maju 1943 roku wstąpił w szeregi 1 Dywizji Piechoty Wojska Polskiego im. T. Kościuszki, początkowo był adiutantem dowódcy 2 pp., potem sędzią śledczym w 1 DP. Od stycznia do jesieni 1944 roku na froncie służył w aparacie politycznym. Potem został oddelegowany do Głównego Wydziału Politycznego Wojska Polskiego gdzie był kolejno kierownikiem Wydziału Redakcyjnego, zastępcą szefa i szefem oddziału, zastępcą szefa Głównego Zarządu Politycznego WP, w którym awansował do stopnia pułkownika. Od 1944 roku należał do PPR, od 1948 roku – w PZPR. Po roku 1944 realizator stalinizacji polskiej nauki, uczestnik I Konferencji Metodologicznej w Otwocku (1951/1952). W latach 1950–1956 był kierownikiem katedry w Instytucie Kształcenia Kadr Naukowych przy KC PZPR, w latach 1957–1968 profesor ekonomii Wyższej Szkoły Nauk Społecznych. Od 1952 roku prorektor Instytutu Nauk Społecznych przy KC PZPR. W latach 1953–1956 i 1961–1968 zastępca dyrektora Instytutu Historii PAN. Po 1956 roku zrezygnował z funkcji zastępcy dyrektora Instytutu Historii PAN w związku z plagiatem książki Jerzego Rynga (Z dziejów kapitalizmu w Polsce, 1948). Ponownie mianowany na to stanowisko w 1961 roku. W latach 1958–1968 był członkiem redakcji kwartalnika Z Pola Walki. W ramach antysemickiej kampanii rozpętanej przez władze komunistyczne w 1968 podlegał represjom: został zwolniony z funkcji zastępcy dyrektora Instytutu Historii PAN, a wydawnictwo Książka i Wiedza wycofało się z zawartej uprzednio umowy na opublikowanie dwutomowego dzieła pt. Raporty ambasadorów niemieckich w Polsce w okresie międzywojennym. W latach 70. odrzucił swoje dawne poglądy ideowe i zbliżył się do opozycji. W 1978 roku wystąpił z PZPR. W 1980 ogłosił w „drugim obiegu” w piśmie „Krytyka” artykuł Polskie aspekty stosunków niemiecko-sowieckich w przededniu i w pierwszym okresie II Wojny światowej, w którym wskazał współodpowiedzialność radziecką za wybuch II wojny światowej.
Był mężem Olgi z domu Eichhorn (1914–2007), profesor stomatologii, ojcem Jana i Ireny Grosfeld-Smolar, dziadkiem Anny Smolar.
Zmarł w Warszawie, pochowany na cmentarzu Wojskowym na Powązkach (kwatera C4-7-5).

## Wybrane publikacje
- Z dziejów kapitalizmu w Polsce, 1948.
- Państwo przedwrześniowe w służbie monopoli kapitalistycznych, 1951.
- Polska w latach kryzysu gospodarczego 1929–1933, 1952.
- Polskie reakcyjne formacje wojskowe w Rosji 1917–1919, 1956.
- Polityka państw centralnych wobec sprawy polskiej w latach pierwszej wojny światowej, 1962.
- Czy Anglia rzeczywiście była inspiratorem przewrotu majowego? Kwartalnik Historyczny, z. 3, 1969.
- Misja hrabiego Kesslera w Warszawie: 20 listopada - 15 grudnia 1918 r., [w:] Dzieje Najnowsze, rocznik II, 1970, 1.
- Polskie aspekty stosunków niemiecko-sowieckich w przededniu i w pierwszym okresie II Wojny światowej, 1981.
- Polskie aspekty stosunków niemiecko-sowieckich w okresie międzywojennym, 1988.

## Ordery i odznaczenia
- Krzyż Komandorski Orderu Odrodzenia Polski
- Order Krzyża Grunwaldu III klasy
- Krzyż Oficerski Orderu Odrodzenia Polski

Źródło:.

## Nagrody
- Nagroda Państwowa III stopnia za prace w minionym dziesięcioleciu nad historią Polski w epoce imperializmu (1955)[7]